# Brasiliense Futebol Clube
Maillots
Actualités
Dernière mise à jour : 17 avril 2020.
Le Brasiliense Futebol Clube est un club de football brésilien, basé à Taguatinga, District Fédéral.

## Historique
- 2000 : fondation du club

## Palmarès
| Compétitions nationales | Compétitions régionales |
| --- | --- |
| - Championnat du Brésil de deuxième division (1) : - Champion : 2004 - Championnat du Brésil de troisième division (1) : - Champion : 2002 - Coupe du Brésil : - Finaliste : 2002 | - Championnat de Brasilia (11) : - Champion : 2004, 2005, 2006, 2007, 2008, 2009, 2011, 2013, 2017, 2021 et 2022 - Vice-champion : 2001, 2003, 2010, 2018, 2019 et 2020 - Championnat de Brasilia de D2 (pt) (1) : - Champion : 2000 - Copa Verde (1) : - Vainqueur : 2020 |